# Lancer du javelot masculin aux championnats du monde d'athlétisme 2023
Pour des articles plus généraux, voir Championnats du monde d'athlétisme 2023 et Lancer du javelot aux championnats du monde d'athlétisme.
Navigation
Eugene 2022 Tokyo 2025
L'épreuve du lancer du javelot masculin des championnats du monde de 2023 se déroule les 25 et 27 août 2023 au sein du Centre national d'athlétisme à Budapest, en Hongrie.

## Mimimas
La période de qualification est comprise entre le 31 juillet 2022 et le 30 juillet 2023. Le minima de qualification est fixé à 85,20 m.

## Résultats

### Qualifications
Qualification : 83,00 m ou les 12 meilleurs lanceurs.
| Rang | Groupe | Athlète                     | pays              | Essais | Essais | Essais | MArque | Notes |
| Rang | Groupe | Athlète                     | pays              | 1      | 2      | 3      | MArque | Notes |
| ---- | ------ | --------------------------- | ----------------- | ------ | ------ | ------ | ------ | ----- |
| 1    | A      | Neeraj Chopra               | Inde              | 88.77  |        |        | 88.77  | Q, SB |
| 2    | B      | Arshad Nadeem               | Pakistan          | 70.63  | 81.53  | 86.79  | 86.79  | Q     |
| 3    | B      | Jakub Vadlejch              | Tchéquie          | 81.34  | 83.50  |        | 83.50  | Q     |
| 4    | A      | Julian Weber                | Allemagne         | 81.05  | 82.39  | 80.83  | 82.39  | q     |
| 5    | B      | Edis Matusevičius           | Lituanie          | 78.44  | 82.35  | -      | 82.35  | q     |
| 6    | A      | D.P. Manu                   | Inde              | 78.10  | 81.31  | 72.40  | 81.31  | q     |
| 7    | A      | Dawid Wegner                | Pologne           | 76.50  | 81.25  | 75.74  | 81.25  | q     |
| 8    | B      | Ihab Abdelrahman            | Égypte            | 80.75  | x      | x      | 80.75  | q     |
| 9    | B      | Kishore Jena                | Inde              | 80.55  | 78.07  | x      | 80.55  | q     |
| 10   | B      | Oliver Helander             | Finlande          | x      | 80.19  | x      | 80.19  | q     |
| 11   | B      | Timothy Herman (nl)         | Belgique          | 73.00  | 80.11  | -      | 80.11  | q     |
| 12   | B      | Andrian Mardare             | Moldavie          | 79.78  | 77.27  | 79.00  | 79.78  | q     |
| 13   | A      | Toni Kuusela                | Finlande          | 79.27  | x      | x      | 79.27  |       |
| 14   | A      | Genki Dean                  | Japon             | 78.21  | 78.57  | 79.21  | 79.21  |       |
| 15   | B      | Cyprian Mrzygłód            | Pologne           |        |        | 77.35  | 78.49  |       |
| 16   | A      | Anderson Peters             | Grenade           | 78.02  | 77.51  | 78.49  | 78.49  |       |
| 17   | A      | Julius Yego                 | Kenya             | x      | 78.42  | 76.68  | 78.42  |       |
| 18   | B      | Lassi Etelätalo             | Finlande          | 76.89  | 78.19  | x      | 78.19  |       |
| 19   | B      | Cameron McEntyre (de)       | Australie         | x      | 75.44  | 78.10  | 78.10  |       |
| 20   | B      | Luiz Mauricio da Silva (de) | Brésil            | 68.25  | 77.70  | 74.17  | 77.70  |       |
| 21   | A      | Patriks Gailums (sv)        | Lettonie          | 77.20  | 77.43  | x      | 77.43  |       |
| 22   | A      | Kenji Ogura (de)            | Japon             | 76.65  | x      | 75.70  | 76.65  |       |
| 23   | B      | György Herczeg              | Hongrie           | 72.31  | 76.18  | x      | 76.18  |       |
| 24   | A      | Capers Williamson           | États-Unis        | 76.10  | x      | x      | 76.10  |       |
| 25   | B      | Alexandru Novac             | Roumanie          | 75.75  | 74.61  | 74.67  | 75.75  |       |
| 26   | B      | Jakob Samuelsson            | Suède             | 73.81  | x      | 75.50  | 75.50  |       |
| 27   | A      | Douw Smit                   | Afrique du Sud    | 64.29  | 75.03  | 71.21  | 75.03  |       |
| 28   | A      | Felise Vaha'i Sosaia        | France            | 68.23  | 74.80  | x      | 74.80  |       |
| 29   | B      | Rolands Štrobinders         | Lettonie          | 74.46  | 73.98  | x      | 74.46  |       |
| 30   | A      | Curtis Thompson             | États-Unis        | 72.46  | 72.99  | 74.21  | 74.21  |       |
| 31   | A      | Leandro Ramos               | Portugal          | 66.02  | 74.03  | 73.55  | 74.03  |       |
| 32   | B      | Artur Felfner               | Ukraine           | x      | x      | 73.81  | 73.81  |       |
| 33   | A      | Gatis Čakšs                 | Lettonie          | x      | 72.34  | 73.42  | 73.42  |       |
| 34   | A      | Pedro Henrique Rodrigues    | Brésil            | x      | 67.11  | 72.34  | 72.34  |       |
| –    | B      | Ethan Dabbs (de)            | États-Unis        | x      | x      | x      | NM     |       |
| –    | B      | Yuta Sakiyama               | Japon             | x      | x      | x      | NM     |       |
| –    | A      | Keshorn Walcott             | Trinité-et-Tobago |        |        |        | DNS    |       |

### Finale
| Rang               | Athlète             | Nationalité | Essais | Essais | Essais | Essais | Essais | Essais | Marque | Notes |
| Rang               | Athlète             | Nationalité | 1      | 2      | 3      | 4      | 5      | 6      | Marque | Notes |
| ------------------ | ------------------- | ----------- | ------ | ------ | ------ | ------ | ------ | ------ | ------ | ----- |
| Médaille d'or      | Neeraj Chopra       | Inde        | X      | 88.17  | 86.32  | 84.64  | 87.73  | 83.96  | 88.17  |       |
| Médaille d'argent  | Arshad Nadeem       | Pakistan    | 74.80  | 82.81  | 87.82  | 87.15  | X      | 81.86  | 87.82  | SB    |
| Médaille de bronze | Jakub Vadlejch      | Tchéquie    | 82.59  | 84.18  | 83.65  | 83.62  | 86.67  | X      | 86.67  |       |
| 4                  | Julian Weber        | Allemagne   | 80.43  | 85.79  | 76.86  | 82.55  | 82.81  | 79.01  | 85.79  |       |
| 5                  | Kishore Jena        | Inde        | 75.70  | 82.82  | x      | 80.19  | 84.77  | x      | 84.77  | SB    |
| 6                  | D.P. Manu           | Inde        | 78.44  | X      | 83.72  | X      | 83.48  | 84.14  | 84.14  |       |
| 7                  | Oliver Helander     | Finlande    | 83.38  | 81.44  | X      | X      | X      | 82.85  | 83.38  |       |
| 8                  | Edis Matusevičius   | Lituanie    | 75.13  | 80.42  | 82.29  | 79.17  | x      | 77.53  | 82.29  |       |
| 9                  | Dawid Wegner        | Pologne     | 78.19  | 74.60  | 80.75  |        |        |        | 80.75  |       |
| 10                 | Ihab Abdelrahman    | Égypte      | 80.64  | 78.94  | X      |        |        |        | 80.64  |       |
| 11                 | Andrian Mardare     | Moldavie    | 79.66  | 79.24  | 79.49  |        |        |        | 79.66  |       |
| 12                 | Timothy Herman (nl) | Belgique    | 72.17  | 74.56  | X      |        |        |        | 74.56  |       |

## Légende
Records et Performances
- AR : Record continental (area record)
- CR : Record des championnats (championship record)
- MR : Record du meeting (meet record)
- NR : Record national (national record)
- OR : Record olympique (olympic record)
- PR : Record paralympique (paralympic record)
- PB : Record personnel (personal best)
- SB : Meilleure performance personnelle de la saison (season's best)
- WL : Meilleure performance mondiale de l'année (world leader)
- WJR : Record du monde junior (world junior record)
- WR : Record du monde (world record)

Circonstances et Conditions
- DNF : N'a pas terminé (did not finish)
- DNS : N'a pas pris le départ (did not start)
- DQ : Disqualification (disqualification)
- NM : Aucun essai valable enregistré (No Mark)
- Q : Qualifié « directement » au prochain tour (ou à la prochaine compétition), lors d'une compétition majeure, grâce au classement ou à la réalisation des minima (automatic qualifier)
- q : Qualifié au prochain tour (ou à la prochaine compétition), lors d'une compétition majeure, grâce au repêchage ou à la réalisation de l'une des meilleures performances parmi celles des « non qualifiés directement » (grâce au meilleur temps ou à la meilleure distance par exemple) (secondary qualifier)